# Dagaoping
Dagaoping (kinesiska: 大高坪, 大高坪苗族乡) är en socken i Kina. Den ligger i provinsen Hunan, i den södra delen av landet, omkring 410 kilometer sydväst om provinshuvudstaden Changsha. Antalet invånare är 3069. Befolkningen består av 1 430 kvinnor och 1 639 män. Barn under 15 år utgör 25,0 %, vuxna 15-64 år 66 %, och äldre över 65 år 7,0 %.
Genomsnittlig årsnederbörd är 1 787 millimeter. Den regnigaste månaden är juni, med i genomsnitt 296 mm nederbörd, och den torraste är december, med 63 mm nederbörd.